# Heliobolus bivari
Heliobolus bivari — вид ящірок родини ящіркових (Lacertidae). Ендемік Анголи. Вид названий на честь португальського ентомолога Антоніу Бівара де Соузи. Описаний у 2022 році.

## Поширення і екологія
Heliobolus bivari мешкають на південному заході Анголи, можливо, також в сусідніх районах Намібії. Вони живуть на напівпустельних рівнинах та в сухих заростях. Живляться комахами, відкладають яйця.